# Le Chant du cosmos
Le Chant du cosmos est un roman de space opera de l'écrivain français Roland C. Wagner, paru en 1999 et faisant partie du cycle Histoire d'un futur,.

## Résumé
Yeff, jeune homme originaire de la planète Océan, débarque sur Diasphine afin de poursuivre des études universitaires. Il y rencontre un maedre, étrange créature autochtone qui ne tarde pas à s'attacher à lui ; le suivant partout, il devient une sorte d'animal de compagnie.
Six mois plus tard, Yeff est remarqué par Clyne, une femme possédant le don de percevoir l'aura des Penseurs. Yeff accepte qu'elle devienne sa Muse, c'est-à-dire son entraîneur. Elle va donc l'initier au Jeu, sorte de joute psychique dans laquelle s'affrontent plusieurs Penseurs.

## Éditions
- Éditions L’Atalante, coll. « Bibliothèque de l'Évasion », Nantes, février 1999  (ISBN 2-84172-098-5)
- Éditions J’ai lu, coll. « Science-fiction » no 8069, Paris, juillet 2006  (ISBN 9782290348741)

En 2006, L'Atalante a repris le nom de la créature inventée par l'auteur, le Maedre, pour le donner à l'une de ses collections destinée aux jeunes lecteurs.